# Italo de Lorenzo
Italo De Lorenzo (Utrecht, 19 april 1939 – 2 januari 2025) was een Italiaans atleet en ondernemer. 
Van 1959 tot 1967 was hij lid van de Italiaanse bobsleeploeg. In 1964 won hij de Europese kampioenschappen tweemansbobsleeën  in St. Moritz. Een jaar later werd hij tweede bij de wereldkampioenschappen met de viermansbob.
Vanaf 1964 verzorgde hij, samen met de sportjournalist en verslaggever Frans Henrichs, commentaar voor radio en televisie. Op 7 april 1978 richtten zij gezamenlijk de Bob- en Sleebond Nederland (BSBN) op. Hij was erevoorzitter van deze bond.

Ook gaf De Lorenzo vanaf de jaren zeventig lezingen over de sport en zijn land van herkomst. 
Zijn vader is Guido De Lorenzo, de oprichter van de eerste en oudste ijssalon in Nederland en bedenker van de term ijssalon. 

Samen met zijn vrouw Mia opende Italo De Lorenzo in 1971 in Utrecht ijssalon Venezia aan de Oudegracht. Naast de werkzaamheden in de zaak richtte hij met drie andere vooruitstrevende ijsbereiders ITAL op, de vereniging voor Italiaanse ambachtelijke ijsbereiders. Hij was ook de eerste buitenlandse examinator voor de vakopleiding IJsbedrijf en was tot 2005 actief als voorzitter van de Europese Vereniging voor Ambachtelijke IJsbereiders (Artglace).
In 2003 werd hij door de Italiaanse staat benoemd tot Cavaliere al Merito della Repubblica Italiana vanwege zijn verdiensten in Nederland en het versterken van de betrekkingen tussen beide landen.
In 2008 werd De Lorenzo benoemd tot Delegato (regionaal vertegenwoordiger) van de Accademia Italiana della Cucina, een non-profitorganisatie met als doel het beschermen van de tradities van de Italiaanse keuken door het promoten en zo nodig aanzetten tot verbetering.
In 2011 werd hij benoemd tot Ridder in de Orde van Oranje-Nassau.